# اضطراب التواصل
اضطراب التواصل (بالإنجليزية: Communication disorder)‏ هو أي اضطراب يؤثر على قدرة الفرد على فهم اللغة والكلام أو اكتشافهما أو تطبيقهما للمشاركة في الخطاب بفعالية مع الآخرين. يمكن أن تتراوح التأخيرات والاضطرابات بين استبدال الصوت البسيط إلى عدم القدرة على فهم أو استخدام لغة الشخص الأصلية.

## التشخيص
قد تختلف الاضطرابات والميول المشمولة والمستبعدة ضمن فئة اضطرابات التواصل حسب المصدر. على سبيل المثال، تختلف التعريفات التي تقدمها الجمعية الأمريكية للنطق والسمع عن التعريف الخاص بالإصدار التشخيصي والإحصائي للاضطرابات النفسية الرابع (DSM-IV).
يعرّف غليسون (2001) اضطراب التواصل بأنه اضطراب الكلام وضعف اللغة والذي يشير إلى مشاكل في التواصل وفي المجالات ذات الصلة مثل وظيفة الحركة الفموية. يمكن أن تتراوح الاضطرابات بين استبدال الصوت البسيط إلى عدم القدرة على فهم أو استخدام لغة الشخص الأصلية. بشكل عام، تشير اضطرابات التواصل عادة إلى مشاكل في الكلام (الفهم و/أو التعبير) التي تتداخل بشكل كبير مع تحقيق الفرد و/أو نوعية حياته. قد تساعد معرفة التعريف الإجرائي للوكالة التي تجري تقييمًا أو إعطاء تشخيص.
الأشخاص الذين يتحدثون أكثر من لغة واحدة أو أكثر من لهجة في مكان إقامتهم، لا يعانون من اضطراب في الكلام إذا كانوا يتحدثون بطريقة تتفق مع بيئتهم المنزلية أو مزيج من بيئتهم والبيئة الخارجية.

### الدليل التشخيصي والإحصائي للاضطرابات النفسية الرابع (DSM-IV)
وفقًا الدليل التشخيصي والإحصائي للاضطرابات النفسية الرابع، عادةً ما تشحص اضطرابات التواصل أولاً في مرحلة الطفولة أو المراهقة، على الرغم من أنها لا تقتصر على أنها اضطرابات في الطفولة وقد تستمر في مرحلة البلوغ.[استشهاد منقوص البيانات] وقد تحدث أيضًا مع اضطرابات أخرى.
يتضمن التشخيص الفحص والتقييم الذي يتم خلاله تحديد ما إذا كانت النتائج/الأداء «أقل بكثير» من التوقعات التنموية، وإذا كانت تتداخل «بشكل كبير» مع التحصيل الدراسي والعلاقات الاجتماعية والحياة اليومية. قد يحدد هذا التقييم أيضًا ما إذا كانت الخاصية منحرفة أو متأخرة. لذلك، قد يكون من الممكن أن يواجه الفرد تحديات في التواصل ولكنه لا يفي بمعايير كونه «أقل بكثير» من معايير الدليل التشخيصي والإحصائي للاضطرابات النفسية الرابع.
تجدر الإشارة أيضًا إلى أن تشخيصات الدليل التشخيصي والإحصائي للاضطرابات النفسية «DSM» لا تشتمل على قائمة كاملة بجميع اضطرابات الاتصال، فعلى سبيل المثال، لا يندرج اضطرابات المعالجة السمعية ضمن الدليل التشخيصي والإحصائي للاضطرابات النفسية.
يتم إدارج هذه التشخيصات التالية كاضطرابات تواصل:
- اضطراب اللغة التعبيرية - تتميز بصعوبة التعبير عن النفس بما يتجاوز الجمل البسيطة والمفردات المحدودة. قد يكون لدى الأفراد فهم أفضل من استخدام اللغة؛ وقد يكون لديهم الكثير ليقولوه، لكنهم يواجهون صعوبة أكبر في تنظيم الكلمات واسترجاعها أكثر من المتوقع في مرحلتها التنموية.[6]
- التلعثم - هو نوع من الاضطراب في الكلام عندما يتعطل الاسترسال في الكلام بسبب التكرار اللاإرادي للأصوات أو المقاطع أو الكلمات أو إطالتها.[7]
- اضطراب الكلام - اضطراب في صوت الكلام، حيث يتميز بمشاكل في إنشاء أنماط من أخطاء الصوت (مثل، "dat" لـ "that").
- اضطراب اللغة الاستقبالية التعبيرية - مشاكل في فهم أوامر الآخرين.

## أمثلة
أمثلة على الاضطرابات التي قد تتضمن أو تخلق تحديات في اللغة والتواصل، وقد تحدث مع الاضطرابات المذكورة أعلاه عدة أمراض منها:
- اضطراب طيف التوحد (بالإنجليزية: autism spectrum disorder)‏ أو اضطراب التوحد (بالإنجليزية: autistic disorder)‏ (وتسمى أيضًا «التوحد» الكلاسيكي)، و اضطراب النمو المتفشي (بالإنجليزية: pervasive developmental disorder)‏ و متلازمة أسبرجر (بالإنجليزية: Asperger syndrome)‏: وهي اضطرابات النمو التي تؤثر على التطور الطبيعي للمهارات الاجتماعية ومهارات الاتصال.
- اضطراب اللغة التعبيرية (بالإنجليزية: expressive language disorder)‏: وهو اضطراب يؤثر على التحدث والتفاهم، حيث لا يوجد تأخير في الذكاء غير اللفظي.[8]
- اضطراب اللغة الاستقبالية التعبيرية (بالإنجليزية: mixed receptive-expressive language disorder)‏: وهو اضطراب يؤثر على التحدث والفهم والقراءة والكتابة حيث لا يوجد تأخير في الذكاء غير اللفظي.
- ضعف لغوي معين (بالإنجليزية: specific language impairment)‏: وهو اضطراب لغوي يؤخر إتقان المهارات اللغوية لدى الأطفال الذين لا يعانون من فقدان السمع أو أي تأخير نمو آخر. يُعرف هذا الاضطراب أيضًا باسم اضطراب اللغة التنموي (بالإنجليزية: developmental language disorder)‏، أو تأخير اللغة (بالإنجليزية: language delay)‏، أو عسر النمو التطوري (بالإنجليزية: developmental dysphasia)‏.[9]

### اعتلالات حسية
- ضعف البصر (بالإنجليزية: Blindness)‏: هو نقص القدرة على الرؤية.[10] يجري حاليا بحث حول وجود صلة بين مهارات الاتصال وضعف البصر عند الأطفال المكفوفين.[11]
- ضعف السمع (بالإنجليزية: Deafness)‏ أو تكرار التهاب الأذن الوسطى (بالإنجليزية: frequent ear infections)‏: هو نقص جزئي أو كلي في قدرة الشخص على سماع الأصوات أو فهمها. قد تؤثر المشكلة في السمع أثناء اكتساب اللغة إلى مشاكل في اللغة المنطوقة. قد يعاني الأطفال الذين يعانون من التهابات الأذن المتكررة بشكل مؤقت من مشاكل في نطق الكلمات بشكل صحيح. تجدر الإشارة أيضًا إلى أن بعض اضطرابات التواصل المذكورة أعلاه يمكن أن تحدث مع الأشخاص الذين يستخدمون لغة الإشارة. عدم القدرة على الاستماع لا يعتبر اضطراب تواصل.

### فقدان القدرة على الكلام
فقدان القدرة على الكلام (بالإنجليزية: Aphasia)‏ وتعرف بـ «الحبسة»، هو فقدان القدرة على الكلام هو فقدان القدرة على إنتاج أو فهم اللغة. هناك حبسة حادة ناتجة عن السكتة الدماغية أو صدمة الدماغ، وفقدان القدرة على الكلام المتقدم الأولي ينجم عن أمراض تقدمية مثل الخرف.
- الحبسة الحادة (بالإنجليزية: Acute aphasias)‏
  - حبسة تعبيرية (بالإنجليزية: Expressive aphasia)‏ أو حبسة بروكا (بالإنجليزية: Broca's aphasia)‏: هو فقدان القدرة على الكلام التعبيري هو حبسة غير طلاقة (بالإنجليزية: non-fluent aphasia)‏، تتميز بتلف في منطقة الفص الجبهي للدماغ. عادة ما يتحدث الشخص المصاب بجمل قصيرة منطقية ولكنه يبذل مجهودًا كبيرًا لإنتاجها. أيضًا، فإن الشخص يفهم خطاب شخص آخر ولكنه لديه مشكلة في الاستجابة بسرعة.[12]
  - حبسة استقبالية (بالإنجليزية: Receptive aphasi)‏ أو حبسة فيرنيكه (بالإنجليزية: Wernicke's aphasia)‏: تُعرف أيضًا باسم حُبسة مصحوبة بالطلاقة (بالإنجليزية: fluent aphasia)‏ أو حُبسة حسية (بالإنجليزية: receptive aphasia)‏، هو نوع من الحُبسة (فقد القدرة على الكلام) ترتبط تقليديًا بحدوث تلف عصبي لباحة فيرنيكه في المخ.[13][12]
  - حبسة التوصيل (بالإنجليزية: Conduction aphasia)‏.[12]
  - حبسة التسمية (بالإنجليزية: Anomic aphasia)‏.[12]
  - حبسة شاملة (بالإنجليزية: Global aphasia)‏.[12]
- حبسة تقدمية أولية (بالإنجليزية: Primary progressive aphasias)‏
  - حبسة تقدمية غير طلاقة (بالإنجليزية: Progressive nonfluent aphasia)‏.[14]
  - خرف دلالة الرموز (بالإنجليزية: Semantic dementia)‏.[14]
  - حبسة تقدمية لوغينية (بالإنجليزية: Logopenic progressive aphasia)‏.[14]

### صعوبات التعلم
- عسر الحساب (بالإنجليزية: Dyscalculia)‏: هو نوع محدد من صعوبة التعلم يشمل صعوبة فطرية في تعلم أو استيعاب الحسابات الرياضية.[15]
- عسر القراءة (بالإنجليزية: Dyslexia)‏: هو عيب في النظم المستخدمة في القراءة، وهو اضطراب تعلمي يتضح بشكل أساسي كصعوبة في القراءة والهجاء وهو منفصل.[16]
- عسر الكتابة (بالإنجليزية: Dysgraphia)‏: يعد نقصًا في القدرة على الكتابة في المقام الأول فيما يتعلق بالكتابة بخط اليد، ولكن كذلك فيما يتعلق بالتماسك.[17]

### اضطرابات الكلام
- تشوش (بالإنجليزية: Cluttering)‏: متلازمة تتميز بمعدل الكلام الذي إما أن يكون سريع أو غير منتظم، أو كليهما بشكل غير طبيعي، مما يجعل فهم الكلام أمرًا صعبًا.[18]
- عسر التلفظ (بالإنجليزية: dysarthria)‏: هو اضطراب كلام حركي ناتج عن إصابات عصبية في المكونات الحركية في جهاز الكلام الحركي، وهي حالة تحدث عندما تكون مشاكل العضلات التي تساعد الشخص على التحدث تجعل من الصعب نطق الكلمات.[19][20]
- كلام مريئي (بالإنجليزية: esophageal voice)‏: ينطوي على حقن المريض أو ابتلاع الهواء في المريء. عادة ما يتم استخدامها من المرضى الذين لا يستطيعون استخدام الحنجرة للكلام. بمجرد أن يجبر المريض الهواء على دخول المريء، يعز الهواء العضلات منتجًا الصوت المريئي. يميل صوت المريء إلى صعوبة التعلم وغالبًا ما يكون المرضى قادرين فقط على التحدث بعبارات قصيرة بصوت هادئ.
- لثغة أو لدغ في الكلام (بالإنجليزية: lisp)‏: عيب أو عائق في الكلام.
- اضطرابات النطق (بالإنجليزية: speech sound disorder)‏: هي صعوبات في الإنتاج الحركي للصوت والكلام، أو عدم القدرة على إنتاج أصوات كلامية محددة.[21][22]
- تلعثم أو التأتأة (بالإنجليزية:  stuttering)‏: هو نوع من الاضطراب في الكلام عندما يتعطل الاسترسال في الكلام بسبب التكرار اللاإرادي للأصوات أو المقاطع أو الكلمات أو إطالتها.[7] هذه المشاكل تسبب انقطاع في تدفق الكلام (وتسمى عدم وضوح الكلام "disfluency").